# Ermanarik
Ermanarik (død 376) var en østgotisk konge. Som konge skal han have hersket over et stort imperium i dagens Ukraine. De nøjagtige grænser for hans territorium er derimod uklare, men det ser ud til at have strakt sig syd for Pripjat-sumpene mellem floderne Don og Dnestr. Moderne historikere antager at hans rige har strakt sig fra Østersøen til Sortehavet og muligvis helt til Uralbjergene i øst.
Hans navn på hans modersmål gotisk var antagelig Aírmanareiks. Han bliver refereret til gennem hele den germanske verden helt op til 1200-tallet. På grund af dette tager hans navn mange former: i Jordanes' Getica er han Ermanaricus, i det angelsaksiske epos Beowulf hedder han Eormenric, på norrønt kaldes han Jörmunrekkr og på middelhøjtysk Ermenrich. Siden navnet Heiðrekr var nok så synonymt med Ermanarik, er han muligvis identisk med Heiðrekr Ulfhamr (Heidrek Ulveham) i Hervors saga som siges at have regeret goterne i lang tid.
Ermanarik er nævnt i to romerske kilder, i Ammianus Marcellinus' skrifter og i Getica af historikeren Jordanes i 500-tallet.
Ifølge Ammianus var Ermanarik "en hovedsagelig krigerisk konge" som til slut begik selvmord, da han stod overfor hunnerne som invaderede hans territorium i 370'erne. Hans kongedømme blev ødelagt og hans folk blev hunnernes undersåtter i omkring 75 år.
Jordanes siger at kongen dræbte en ung kvinde som hed Sunilda ved at binde hende til fire vilde heste og drive dem væk fra hinanden fordi hendes ægtemand havde forrådt ham. Efter dette sårede hendes to brødre, Sarus og Ammius, Ermanarik alvorlig. Variationer af denne legende havde en betydelig effekt på middelalderens germanske litteratur, herunder den i England og Skandinavien. Jordanes hævder, at Ermanarik styrede goterne med stor succes til han døde 110 år gammel.